# Centro Desportivo Universitário de Lisboa
El Centro Desportivo Universitário de Lisboa (en portugués: Centro Deportivo Universitario de Lisboa) más conocido como CDUL o CDU Lisboa, es un centro multideportivo fundado en 1952 y adscrito a la Universidad de Lisboa, el cual se especializa en rugby desde que se fundó en 1956 el Estadio Universitario de Lisboa.

## Historia
El CDUL fue fundado en 1952 por un grupo de personas lideradas por el ingeniero Vasco Pinto de Magalhães. Se fundó como un club multidisciplinar de la ciudad de Lisboa. Su primer misión s ebasó en promover los distintos deportes de aficionados universitarios del área metropolitana de Lisboa. Aprovechando la infraestructura inaugurada en 1956 del Estadio Universitario, allí pusieron la sede de sus actividades, las cuales comenzaron con atletismo, a las cuales se le unió voleibol, bádminton y rugby. Actualmente, ha desarrollado esas actividades y ha promovido otras como judo, tenis o esgrima. Sin embargo, a día de hoy la sección de rugby es indiscutiblemente la sección más representativa del club, que además es la que más ha contribuido a la fama y al prestigio del mismo, contando con el mayor número de rugbistas en formación de todo Portugal. Además, el club es el equipo portugués que más títulos tiene de rugby en el país, siendo el campeón histórico de la máxima división de rugby del país: La Divisão de Honra, conocida actualmente como Campeonato Português de Rugby.

## Palmarés
- Campeonato de Portugal (19): 1963-64, 1964--65, 1965-66, 1966-67, 1967-68, 1968-69, 1970-71, 1971-72, 1973-74, 1977-78, 1979-80, 1981-82, 1982-83, 1983-84, 1984-85, 1988-89, 1989-90, 2010-11, 2013-14.
- Copa de Portugal (8): 1968, 1977, 1979, 1986, 1988 1989, 2012, 2015
- Copa Ibérica (3): 1984, 1985, 2012.